# Стенлі (Нью-Брансвік)
Стенлі (англ. Stanley) — село в Канаді, у провінції Нью-Брансвік, у складі графства Йорк.

## Населення
За даними перепису 2016 року, село нараховувало 412 осіб, показавши скорочення на 1,7%, порівняно з 2011-м роком. Середня густина населення становила 24,1 осіб/км².
З офіційних мов обидвома одночасно володіли 30 жителів, тільки англійською — 355.
Працездатне населення становило 51,9% усього населення, рівень безробіття — 18,5%.
Середній дохід на особу становив $34 302 (медіана $31 008), при цьому для чоловіків — $36 438, а для жінок $32 268 (медіани — $33 664 та $27 968 відповідно).
22,6% мешканців мали закінчену шкільну освіту, не мали закінченої шкільної освіти — 20,8%, 56,6% мали післяшкільну освіту, з яких 23,3% мали диплом бакалавра, або вищий.
| Статево-вікова структура населення | Статево-вікова структура населення | Статево-вікова структура населення | Статево-вікова структура населення | Статево-вікова структура населення |
| ---------------------------------- | ---------------------------------- | ---------------------------------- | ---------------------------------- | ---------------------------------- |
|                                    |                                    |                                    |                                    |                                    |
| Всього                             | Всього                             | 44,6%55,4%                         |                                    |                                    |
| 0 — 14 років                       | 0 — 14 років                       |                                    | 18,3%                              | 18,3%                              |
| 15 — 64 років                      | 15 — 64 років                      |                                    | 56,1%                              | 56,1%                              |
| 65 і більше                        | 65 і більше                        |                                    | 25,6%                              | 25,6%                              |
| 85 і більше                        | 85 і більше                        |                                    | 7,3%                               | 7,3%                               |
| Середній вік (років)               | Середній вік (років)               | 43,849,5                           | 47,0                               | 47,0                               |
| Медіана (років)                    | Медіана (років)                    | 49,253,1                           | 51,0                               | 51,0                               |
| — чоловіки — жінки                 |                                    |                                    |                                    |                                    |

| Походження мешканців:     | Походження мешканців:     | Походження мешканців: | Походження мешканців: | Походження мешканців: |
| ------------------------- | ------------------------- | --------------------- | --------------------- | --------------------- |
| Походження                |                           |                       | осіб                  | %                     |
| Корінні американці        | Корінні американці        |                       | 25                    | 8.06%                 |
| Інше північноамериканське | Інше північноамериканське |                       | 140                   | 45.16%                |
| Європейське               | Європейське               |                       | 225                   | 72.58%                |
| британське                | британське                |                       | 210                   | 67.74%                |
| французьке                | французьке                |                       | 25                    | 8.06%                 |

## Клімат
Середня річна температура становить 4,4°C, середня максимальна – 22,3°C, а середня мінімальна – -17,5°C. Середня річна кількість опадів – 1 118 мм.
| Клімат поселення                              | Клімат поселення | Клімат поселення | Клімат поселення | Клімат поселення | Клімат поселення | Клімат поселення | Клімат поселення | Клімат поселення | Клімат поселення | Клімат поселення | Клімат поселення | Клімат поселення | Клімат поселення |
| Показник                                      | Січ.             | Лют.             | Бер.             | Квіт.            | Трав.            | Черв.            | Лип.             | Серп.            | Вер.             | Жовт.            | Лист.            | Груд.            |                  |
| Середній максимум, °C                         | −4,41            | −2,62            | 2,82             | 9,27             | 16,56            | 21,52            | 22,28            | 22,06            | 16,88            | 10,92            | 4,75             | −2,98            |                  |
| Середня температура, °C                       | −10,92           | −9,14            | −3,72            | 2,74             | 10,04            | 14,99            | 18,04            | 17,84            | 12,63            | 6,66             | 0,52             | −7,22            |                  |
| Середній мінімум, °C                          | −17,46           | −15,67           | −10,24           | −3,78            | 3,50             | 8,46             | 13,78            | 13,58            | 8,38             | 2,44             | −3,74            | −11,48           |                  |
| Норма опадів, мм                              | 107              | 80               | 87               | 85               | 82               | 86               | 100              | 85               | 95               | 100              | 105              | 106              |                  |
| Середньомісячна швидкість вітру, м/с          | 3.65             | 3.72             | 3.95             | 3.86             | 3.57             | 3.13             | 2.85             | 2.70             | 3.00             | 3.35             | 3.54             | 3.62             |                  |
| Середньомісячна сонячна радіація, кДж/м²·день | 5256             | 8527             | 12229            | 15445            | 18318            | 20247            | 19777            | 17526            | 13037            | 8241             | 4895             | 4086             |                  |
| --------------------------------------------- | ---------------- | ---------------- | ---------------- | ---------------- | ---------------- | ---------------- | ---------------- | ---------------- | ---------------- | ---------------- | ---------------- | ---------------- | ---------------- |
| Джерело:                                      |                  |                  |                  |                  |                  |                  |                  |                  |                  |                  |                  |                  |                  |